# Quincy-sous-Sénart
Quincy-sous-Sénart is een gemeente in het Franse departement Essonne (regio Île-de-France) en telt 7426 inwoners (1999). De plaats maakt deel uit van het arrondissement Évry.

## Geografie
De oppervlakte van Quincy-sous-Sénart bedraagt 5,2 km², de bevolkingsdichtheid is 1428,1 inwoners per km².
De onderstaande kaart toont de ligging van Quincy-sous-Sénart met de belangrijkste infrastructuur en aangrenzende gemeenten.

## Demografie
Onderstaande figuur toont het verloop van het inwonertal (bron: INSEE-tellingen).